# الحلف الإيرلندي الكاثوليكي
الحلف الإيرلندي الكاثوليكي وهو حلف حكم أيرلندا أثناء حرب الإحدى عشر عام من سنة 1642 إلى سنة 1652 عندما تمكن الإيرلنديين الكاثوليك من الاستقلال بدولتهم من الكومنولث الإنكليزية الأنجليكانية، أسس هذا الحلف النبلاء الأيرلنديون الكاثوليك بعد أن استغلوا بداية الحرب الأهلية الإنجليزية بعد أن استولى البرلمانيون على الحكم في إنجلترا وبعد أن قاموا بطرد عائلة ستيوارت من الحكم فتحالف الحلف الأيرلندي مع مؤيدي عائلة ستيوارت لكن تحالفهم لم ينصرهم فتمكن أوليفر كرومويل من إعادة سيطرة الإنكليز على جزيرة أيرلندا خلال 10 سنوات فقط.

## التشكيل
شُكل الحلف الكاثوليكي الأيرلندي في أعقاب تمرد 1641، للسيطرة على الانتفاضة الشعبية وتنظيم جهود الحرب الكاثوليكية الأيرلندية ضد ما تبقى من الجيوش الإنجليزية والاسكتلندية في أيرلندا. رجا الأيرلنديون الكاثوليك من القيام بهذا، أن يتمكنوا من إلغاء إعادة احتلال الإنجليز أو الاسكتلنديون للبلاد.
بادر الأسقف الكاثوليكي، نيكولاس فرينش، والمحامي نيكولاس بلانكيت بتشكيل الحلف. طرحوا مقترحاتهم لتشكيل حكومة للنبلاء الكاثوليك الأيرلنديين مثل الفيكونت غورمانستون والفيكونت ماونتغرت والفيكونت موسكيري. وكان هؤلاء الرجال سيلزمون قواتهم المسلحة بالحلف، ويقنعوا المتمردين الآخرين بالانضمام إليه. كانت الأهداف المعلنة للحلف مماثلة لأهداف السير فيليم أونيل، زعيم المراحل الأولى من التمرد في أولستر، الذي أصدر بيان دونغانون في أكتوبر 1641.
وقّع هؤلاء النبلاء في 17 مارس 1642 «الاحتجاج الكاثوليكي» الصادر في تريم، مقاطعة ميث، الذي وجه إلى الملك تشارلز الأول في 22 مارس، في سينودس في كليز المجاورة برئاسة هيو أوريلي، رئيس أساقفة أرماه، أعلن معظم الأساقفة الكاثوليك أن التمرد كان حربًا عادلة.
عقد رجال الدين الكاثوليك في أيرلندا في 10 مايو 1642 سينودسًا في كيلكيني. حضر أساقفة أرماه وكاشيل وتوام، وأحد عشر أسقفًا أو ممثليهم، وغيرهم من الشخصيات المرموقة. صاغوا قسم تأسيس الحلف ودعوا جميع الكاثوليك في أيرلندا لتأدية القسم. أقسم الذين أدوا اليمين بالولاء لتشارلز الأول وتعهدوا بالامتثال لجميع الأوامر والمراسيم الصادرة عن «المجلس الأعلى للحلف الكاثوليكي». عُرف المتمردون منذ ذلك الحين فصاعدًا بالحلفاء. أكد السينودس مجددًا أن التمرد كان «حربًا عادلة». ودعا إلى إنشاء مجلس (يتكون من رجال دين ونبلاء) لكل محافظة، يشرف عليه مجلس وطني للجزيرة بأكملها. وتعهد بمعاقبة الجنود الحلفاء الذين ارتكبوا أفعالًا سيئة وتحريم أي كاثوليكي يحارب الحلف. أرسل السينودس وكلاء إلى فرنسا وإسبانيا وإيطاليا لكسب الدعم وجمع الأموال والأسلحة وتجنيد الأيرلنديين الذين يخدمون في الجيوش الأجنبية. عُين اللورد ماونتغرت رئيسًا للمجلس الأعلى للحلف، وعُينت جمعية عامة في شهر أكتوبر من ذلك العام.

### أول جمعية حليفة
عقدت الجمعية العامة الحليفة الأولى في كيلكيني في 24 أكتوبر 1642، حيث شكلت حكومة مؤقتة. وكانت الجمعية برلمانية في كل شيء باستثناء الاسم. حضر الجمعية الأولى 14 لورد مؤقت و11 لورد روحي من برلمان أيرلندا، مع 226 من العوام. كتب دستور الحلف محام من غالواي يدعى باتريك دارسي. وقررت الجمعية أن يكون لكل مقاطعة مجلس، يشرف عليه مجلس إقليمي مؤلف من ممثلين اثنين من كل مجلس مقاطعة. ووافقت الجمعية العامة على «مراعاة الأوامر كنموذج لحكومتهم».
انتخبت الجمعية سلطة تنفيذية عُرفت باسم المجلس الأعلى. انتُخب أول مجلس أعلى في 14 نوفمبر تقريبًا. تألف من 24 عضوًا، كان على 12 منهم الاستقرار في كيلكيني بشكل دائم أو في أي مكان آخر يعتبرونه مناسبًا.